# Hans Conzelmann
Hans Conzelmann (27 de octubre de 1915 - 20 de junio de 1989) fue un experto en Nuevo Testamento y Sagrada Escritura. 

## Historia de la Salvación
Su aportación más importante en la materia es el haber señalado que la obra de Lucas tiene como fondo teológico la división de la historia en tres tiempos: el tiempo de Israel, el tiempo de Cristo y el tiempo de la Iglesia.
Para llegar a esta conclusión Conzelmann se basa particularmente el pasaje de Lc 16, 16, donde Jesús dice que "la ley y los profetas van hasta Juan, y desde entonces el Reino de Dios es predicado". Luego, usando la crítica de la narración, analiza cómo Lucas, en 3, 1-13 redacta su fuente (que sería Mc 1, 2-8), y en esto ve confirmada su hipótesis: Lucas busca separar lo más posible a Juan de Jesús, y no menciona la palabra ἀρχή, como Marcos. Por eso, por ejemplo, habla de la prisión de Juan antes que del bautismo, y también los lugares en los que cada uno se presenta están muy alejados (Juan en el sur, Jesús en el norte). Como conclusión la afirmación de Lucas en 16, 16 debería ser tomada al pie de la letra: La ley y los profetas (el tiempo de Israel) han sido válidos hasta Juan (que sería el último de los profetas). El tiempo de Jesús comienza con su aparición.
Como consecuencia de esta teoría Conzelmann considera que Lc 1, 5 - 2, 52 no son originales de Lucas, pues contradicen su teología. En efecto, en estos capítulos iniciales Juan es puesto como el inicio de la historia de la salvación, dándole una importancia que, siempre según Conzelmann, Lucas no le hubiese dado.

## Críticas
La principal crítica que se ha movido contra Conzelmann es haber sido demasiado reductivo en la selección de textos. En efecto, una consideración menos selectiva de los textos en que Lucas habla de Juan demuestran que la separación entre los tres tiempos de la historia de la salvación no es tan abrupta, sino que hay una continuidad (Vg. Jesús dice que Juan es "más que un profeta").

## Citas
1. ↑  H. CONZELMANN, Die Mitte Der Zeit, Tübingen 1954
2. ↑  Cf., por ejemplo, W. B. TATUM, “The Epoch of Israel: Luke I-II and the Theological Plan of Luke-Acts", NTS 13, (1966-1967), pp. 185-195

- Datos: Q72196